# 中村登
中村登（なかむらのぼる，1913年8月4日—1981年5月20日）是一位日本電影導演，畢業於東京大學後，進入松竹電影公司。

## 作品
- 1963年：《古都》
- 1967年：《智恵子抄》

## 外部連結
- Noboru Nakamura in Internet Movie Database（页面存档备份，存于）